# The Browser Company
 (août 2024).
The Browser Company (aussi appelé The Browser Company Of New York) est une start-up technologique basée à New York, fondée en 2019 par Josh Miller et Hursh Agrawal. L'entreprise se concentre sur le développement de son navigateur web : Arc.

## Historique

### Fondation
La société a été fondée le 23 août 2019 par Josh Miller et Hursh Agrawal. Josh Miller a quitté son poste chez Thrive pour se consacrer à plein temps à ce projet juste avant les confinements liés au COVID-19 en 2020,.

### Financement
Depuis sa création, The Browser Company parvient à effectuer plusieurs levée de fonds, 5 millions en 2020, elle a levé plus de 17 millions de dollars auprès d'investisseurs notables, y compris les fondateurs d'Instagram, Stripe, Twitter, Zoom, Figma, et LinkedIn,. Elle a levé un total de 128 millions de dollars.

## Produit principal
Arc est un navigateur web propriétaire, développé pour offrir une expérience de navigation plus intuitive et personnalisée. Il est basé sur le projet open-source Chromium et est disponible sur macOS, Windows et sur iOS (sous le nom de Arc Search).
Arc est conçu pour fonctionner comme un « système d'exploitation pour le web », intégrant des applications intégrées via une barre latérale. Il permet une personnalisation esthétique, incluant la possibilité de choisir la couleur de l'interface lors de l'installation. Il est écrit en Swift, Arc utilise le moteur Blink et V8 pour macOS et Windows, et WebKit pour iOS. Il supporte également les extensions du Chrome Web Store. Arc inclut des outils comme le chevalet pour collecter des captures d'écran et des URL, et des boosts pour redessiner esthétiquement les sites web, similaire aux extensions de navigateur.

## Équipe et culture
L'équipe de The Browser Company vient d'entreprises technologiques renommées comme Instagram, Tesla, Medium, et Google. L'entreprise met l'accent sur la création d'une expérience de navigation plus personnelle et créative,.

## Vision et objectifs
The Browser Company vise à révolutionner l'utilisation des navigateurs web, en les rendant plus collaboratifs, flexibles et puissants. Leur objectif est de créer un navigateur qui puisse « penser aussi rapidement que ses utilisateurs, alléger leur charge de travail et stimuler leur créativité »,.